# گرترود شارف گولدهابر
گرترود شارف گولدهابر (آلمانی: Gertrude Scharff Goldhaber; ۱۴ ژوئیهٔ ۱۹۱۱ – ۲ فوریهٔ ۱۹۹۸) فیزیکدان هسته ای اهل آلمان بود.